# 1827 au royaume uni des Pays-Bas
Chronologie des Pays-Bas
- 1823
- 1824
- 1825
- 1826
- 1827
- 1828
- 1829
- 1830
- 1831

Cette page recense des événements qui se sont produits durant l'année 1827 au royaume uni des Pays-Bas.

## Chronologie
- 18 novembre : ouverture du canal Gand-Terneuzen.

## Culture

### Architecture

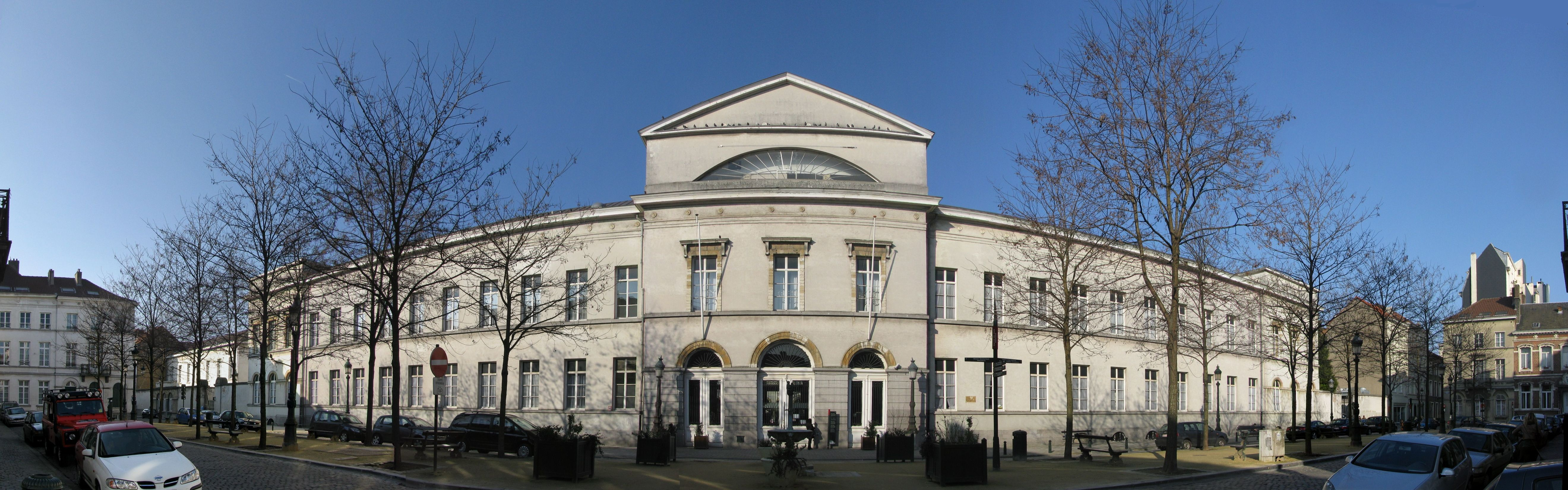
Grand Hospice de Bruxelles (style néoclassique)

## Naissances
- 8 mars : François Sodar, peintre  d’histoire, portraitiste et professeur de dessin belge († 8 décembre 1899).
- 16 mai : Pierre Cuypers, architecte néerlandais († 3 mars 1921).
- 18 juillet : Pierre-Lambert Goossens, cardinal belge, archevêque de Malines († 25 janvier 1906).
- 22 décembre : Pierre Schyven, facteur d'orgue belge († 6 juin 1916).

## Décès
- 17 juillet : Charles Borremans, violoniste et chef d’orchestre (° 25 avril 1769).